# Diadectomorpha
Los diadectomorfos (Diadectomorpha) son un clado de tetrápodos extintos que vivieron desde el Carbonífero Superior al Pérmico Inferior en el continente de Laurasia (Norteamérica + Eurasia), muy cercanos a los ancestros de los amniotas. Tenían aspecto de reptil y gran tamaño; había especies carnívoras de unos 2 metros de longitud, y especies herbívoras que alcanzaban los 3 m; algunos fueron semiacuáticos y otros completamente terrestres.
Los diadectomorfos muestran características tanto anfibias como reptilianas. En un principio fueron incluidos en el orden Cotylosauria y se consideraron los reptiles más primitivos. Más recientemente, han sido reclasificados como tetrápodos estrechamente emparentados tanto con los anfibios como con los amniotas.
Los diadectomorfos parecen haber evolucionado durante el Misisípico Superior, aunque no se hicieron abundantes hasta el Pensilvánico Superior y el Pérmico Inferior.

## Filogenia
Según Tree of Life, los diadectomorfos son el grupo hermano de los verdaderos reptiles y de todos los amniotas, como puede observarse en el siguiente cladograma:
|  | Solenodonsaurus †                                                                        |
|  |                                                                                          |
|  | \| \| Diadectomorpha † \| \| \| \| \| \| Amniota (reptiles, aves, mamíferos) \| \| \| \| |
|  |                                                                                          |
|  | Diadectomorpha †                                                                         |
|  |                                                                                          |
|  | Amniota (reptiles, aves, mamíferos)                                                      |
|  |                                                                                          |

|  | Diadectomorpha †                    |
|  |                                     |
|  | Amniota (reptiles, aves, mamíferos) |
|  |                                     |

|  | Solenodonsaurus †                                                                        |
|  |                                                                                          |
|  | \| \| Diadectomorpha † \| \| \| \| \| \| Amniota (reptiles, aves, mamíferos) \| \| \| \| |
|  |                                                                                          |
|  | Diadectomorpha †                                                                         |
|  |                                                                                          |
|  | Amniota (reptiles, aves, mamíferos)                                                      |
|  |                                                                                          |

|  | Diadectomorpha †                    |
|  |                                     |
|  | Amniota (reptiles, aves, mamíferos) |
|  |                                     |